# Бадж, Эрнест Альфред Уоллис
Эрнст Альфред Уоллис Бадж (англ. Ernest Alfred Thompson Wallis Budge; 27 июля 1857 — 23 ноября 1934) — британский археолог, египтолог, филолог и востоковед, работавший в Британском музее и опубликовавший большое количество работ о Древнем Востоке.

## Биография и деятельность
Родился в Бодмине, Корнуолл, был внебрачным ребёнком; его мать была дочерью официанта в гостинице, про отца же нет никакой информации. Ещё в юные годы Бадж покинул Корнуолл и переехал в Лондон к бабушке и тёте. Начал интересоваться восточными языками с десятилетнего возраста, но в двенадцать был вынужден оставить школу и начать работать клерком, продолжая, однако, посвящать своё свободное время изучению иврита и сирийского, в чём ему помогал Чарльз Сигер. В 1872 году он серьёзно заинтересовался ассирийским языком, одновременно начав много времени проводить в Британском музее. Сигер познакомил Баджа с Сэмюэлем Биршем, одним из первых британских египтологов и хранителем древностей, и его ассистентом Джоджем Смитом, будущим ассириологом. Смит активно помогал Баджу в изучении клинописи.
С 1872 по 1878 годы Бадж тратил на изучение ассирийского, заинтересовавшего его больше всего, всё свободное время и ходил в Британский музей мимо Собора св. Павла даже в обеденный перерыв. Однажды его заметил Джон Стайнер, органист собора и известный британский музыкальный деятель, который решил помочь молодому человеку осуществить его мечту стать ассириологом и обратился за этим к своему знакомому, бывшему премьер-министру Уильяму Гладстону. Гладстон согласился дать деньги для того, чтобы Бадж поступил в Кембриджский университет; там он учился с 1878 по 1883 годы, изучая семитские языки, включая сирийский, иврит, эфиопский и арабский, а также продолжая самостоятельно изучать ассирийский. В 1883 году он стал сотрудником Британского музея и был первоначально назначен в отдел ассирийских древностей, но затем перевёлся в отдел Древнего Египта, где под руководством Бирша изучал до смерти последнего древнеегипетский язык.
С 1886 по 1891 годы Бадж активно пытался установить контакты с торговцами древностями в Египте и Ираке, чтобы иметь возможность пополнять коллекции. Он совершил поездку в Стамбул, чтобы добиться от османского правительства разрешения на проведение раскопок в Ираке, и за пять лет совершил большое количество поездок в Египет и Ирак, привезя оттуда огромное количество экспонатов. В 1891 году он стал помощником хранителя египетских древностей в Британском музее, а в 1894 году — хранителем, оставаясь в этой должности до 1924 года и специализируясь на египтологии. Коллекция египетских и ассирийских древностей, собранная им, для своего времени была уникальной.
Бадж был автором большого количества работ по археологии Древнего Востока, древнеегипетским иероглифам и клинописи, а также по древнеегипетской религии. В 1920 году был посвящён в рыцари за свой вклад в науку, в 1924 году ушёл в отставку, но до конца жизни продолжал писать книги.

## Научные труды
- 1885 — The Sarcophagus of Anchnesraneferab queen of Ahmes II, king of Egypt about BC 564—526, Whiting, London
- 1894 — The Mummy, Cambridge University Press, Cambridge
- 1895 — The book of the dead, the papyrus of Ani in the British museum, London
- 1896 — Some account of the collection of egyptian antiquities in the possession of lady Meux, Harrison, London
- 1893 — The Book of Governors: The Historia Monastica of Thomas, Bishop of Margâ, A. D. 840
- 1895 — The Book of the Dead: The Papyrus of Ani in the British Museum; the Egyptian Text with Interlinear Transliteration and Translation, a Running Translation, Introduction, etc., British Museum, Londres
- 1904 — The Gods of the Egyptians, or, Studies in Egyptian Mythology, Methuen & Co. ltd., Londres
- 1905 — The Egyptian Heaven and Hell, Kegan Paul, Trench, Trübner & Company, Limited, Londres
- 1908 — The Book of the Kings of Egypt, or, The Ka, Nebti, Horus, Suten Bȧt, and Rā Names of the Pharaohs with Transliterations, from Menes, the First Dynastic King of Egypt, to the Emperor Decius, with Chapters on the Royal Names, Chronology, etc., Kegan Paul, Trench, Trübner & Company, Limited., Londres
- 1911 — Osiris and the Egyptian Resurrection, Illustrated after Drawings from Egyptian Papyri and Monuments, P. L. Warner, Londres
- 1914 — The Literature of the Ancient Egyptians, J.M. Dent and sons, London
- 1920 — An Egyptian Hieroglyphic Dictionary, With an Index of English Words, King List and Geographical List with Index, List of Hieroglyphic Characters, Coptic and Semitic Alphabets, etc., John Murry, Londres
- 1923 — Tutankhamen, amenism, atenism and egyptian monotheism with hieroglyphic texts of hymns to Amen and Aten, London
- 1925 — The Mummy: A Handbook of Egyptian Funerary Archaeology, Cambridge University Press
- 1926 — Cleopatra’s Needles and Other Egyptian Obelisks, The Religious Tract Society, London
- 1934 — From Fetish to God in Ancient Egypt, Oxford University Press

### Переводы на русский язык
- Путешествие души в царстве мертвых: Египетская книга мертвых. — М.: Золотой век, 1995. — 448 с. — ISBN 5-900206-17-3.
- Египетская религия. Египетская магия. — М.: Новый Акрополь, 1996. — 406 с., репр. СПб.: Алетейя, 2000.
- Мумия: Легенды о египетских богах / Пер. с англ. С. Л. Удовик. — М.: Рефл-бук, Ваклер, 2001. — 208 с. — (Astrum Sapientiae). — ISBN 5-87983-054-3.
- Мумия: Материалы археологических исследований египетских гробниц. — СПб.: Алетейя, 2001. — 528 с. — (Антропология. Религия. Культура). — ISBN 5-89321-086-7.
- Египетская книга мертвых. — М.: Terra Fantastica, Эксмо, 2005. — 768 с. — (Великие посвященные). — ISBN 5-699-04700-Х.
- Жители долины Нила / Пер. с англ. А. Б. Давыдовой. Под ред. Л. И. Глебовской. — М.: ЗАО «Центрполиграф», 2009. — 256 с. — (Загадки древнего Египта). — ISBN 978-5-9524-4293-1.
- Религия и магия Древнего Египта / ред. О. Иванов. — М.: Ломоносовъ, 2021. — 232 с.